# Gare de Tournon-Saint-Martin
Ne doit pas être confondu avec Gare de Tournon.
Pour les articles homonymes, voir Gare de Saint-Martin.
La gare de Tournon-Saint-Martin est une gare ferroviaire française, de la ligne de Port-de-Piles à Argenton-sur-Creuse, située sur le territoire de la commune de Tournon-Saint-Martin, dans le département de l'Indre, en région Centre-Val de Loire.
Elle est fermée au trafic des voyageurs, mais ouverte pour l’activité Fret SNCF.

## Situation ferroviaire
Établie à 81 mètres d'altitude, la gare de Tournon-Saint-Martin est située au point kilométrique (PK) 331,21 de la ligne de Port-de-Piles à Argenton-sur-Creuse, avant la limite de déclassement de la ligne au PK 331,652, entre les gares fermées de Launay et de Fontgombault.

## Histoire
Le 16 mai 1886, a eu lieu la mise en service du tronçon de Preuilly-sur-Claise au Blanc, longue de 32 km. 
En 1888, la recette de la station est de 63 385 francs.
Le 27 juin 1940, le tronçon de Tournon-Saint-Martin au Blanc est fermé au trafic voyageurs et marchandises. Le tronçon de Port-de-Piles au Blanc est fermé au service des voyageurs, le 27 juin 1940 et celui de Tournon-Saint-Martin au Blanc n'est plus circulé depuis juillet 2005.
Le 20 décembre 2013, Réseau ferré de France déclare la section de Descartes à Tournon-Saint-Martin fermée.

## Service des marchandises
Cette gare est ouverte au trafic du fret et possède un embranchement particulier (ITE).
La CAT et la sablière fonctionnent toujours.

## Patrimoine ferroviaire
L'ancien bâtiment voyageurs, fermé et désaffecté. En 2016, le quai central et le quai latéral sont toujours visible, ainsi que les voies.